# Ivan Nikolov
Ivan Nikolov (Štip, 17 de febrero de 2002) es un futbolista macedonio que juega en la demarcación de centrocampista para el Vendsyssel FF de la Primera División de Dinamarca.

## Selección nacional
Tras jugar en las categorías inferiores de la selección, finalmente debutó con la selección de fútbol de Macedonia del Norte el 22 de octubre de 2022. Lo hizo en un partido amistoso contra Arabia Saudita que finalizó con un resultado de 1-0 a favor del combinado saudita tras el gol de Saleh Al-Shehri.

## Clubes
| Club                   | País                | Año       | Partidos | Goles |
| ---------------------- | ------------------- | --------- | -------- | ----- |
| FK Akademija Pandev    | Macedonia del Norte | 2019-2021 | 30       | 0     |
| FK Vardar              | Macedonia del Norte | 2021-2022 | 23       | 2     |
| FK Bregalnica Štip     | Macedonia del Norte | 2022-2023 | 29       | 5     |
| SønderjyskE Fodbold    | Dinamarca           | 2023-2025 | 39       | 3     |
| Vendsyssel FF (cedido) | Dinamarca           | 2025-     | 13       | 0     |